# Creel-ház
A Creel-ház (spanyolul: Casa Creel) a mexikói Chihuahua belvárosának egyik műemléke.

## Története
A Creel-ház helyén korábban a 18. század stílusában pompázó Portales Betancourt állt, ezen a helyen született 1887. október 6-án Martín Luis Guzmán író–újságíró is. A mai házat 1893-ban kezdték építeni, és 1894-re készült el.
1909-ben, amikor Enrique Creel volt Chihuahua állam kormányzója, aki ennek az épületnek a felső szintén rendezte be rezidenciáját, Porfirio Díaz mexikói elnök is meglátogatta az épületet, sőt, meg is szállt itt, amikor úton volt Ciudad Juárez és El Paso felé, hogy ott találkozzon William Taft amerikai elnökkel. Amikor a híres vendég megjelent a ház erkélyén, az utcán hatalmas ováció fogadta. Creel ezután maga is elkísérte Díazt a találkozóra, sőt, tolmácsként is működött ott.
A Creel-házban a forradalom kitörése táján a Luis Terrazas és Enrique Creel által alapított Banco Minero nevű bank működött, de csak 1913 novemberéig, mert ezután a tulajdonosok Salvador Mercado huertista tábornok védelmezése mellett az USA-ba települtek át, és a bankot El Pasóban nyitották meg újra. A Creel-házban ezután különféle üzletek működtek, majd 1980-ban felújították, és a Mexikói Hitelbank fiókját költöztették ide. A bank államosítása után az épületben az Intermex csoport irodái kaptak otthont.

## Az épület
A ház Chihuahua történelmi belvárosában áll, a Libertad és a Segunda utcák kereszteződésében, a Plaza de Armas tér nyugati sarkán, a Szent Kereszt-székesegyház szomszédságában. Stílusa neobarokk, egyemeletes, a tér felőli sarka 45°-os szögben le van vágva. Az emeleti ablakok előtt díszes vasmellvédek láthatók.

## Képek

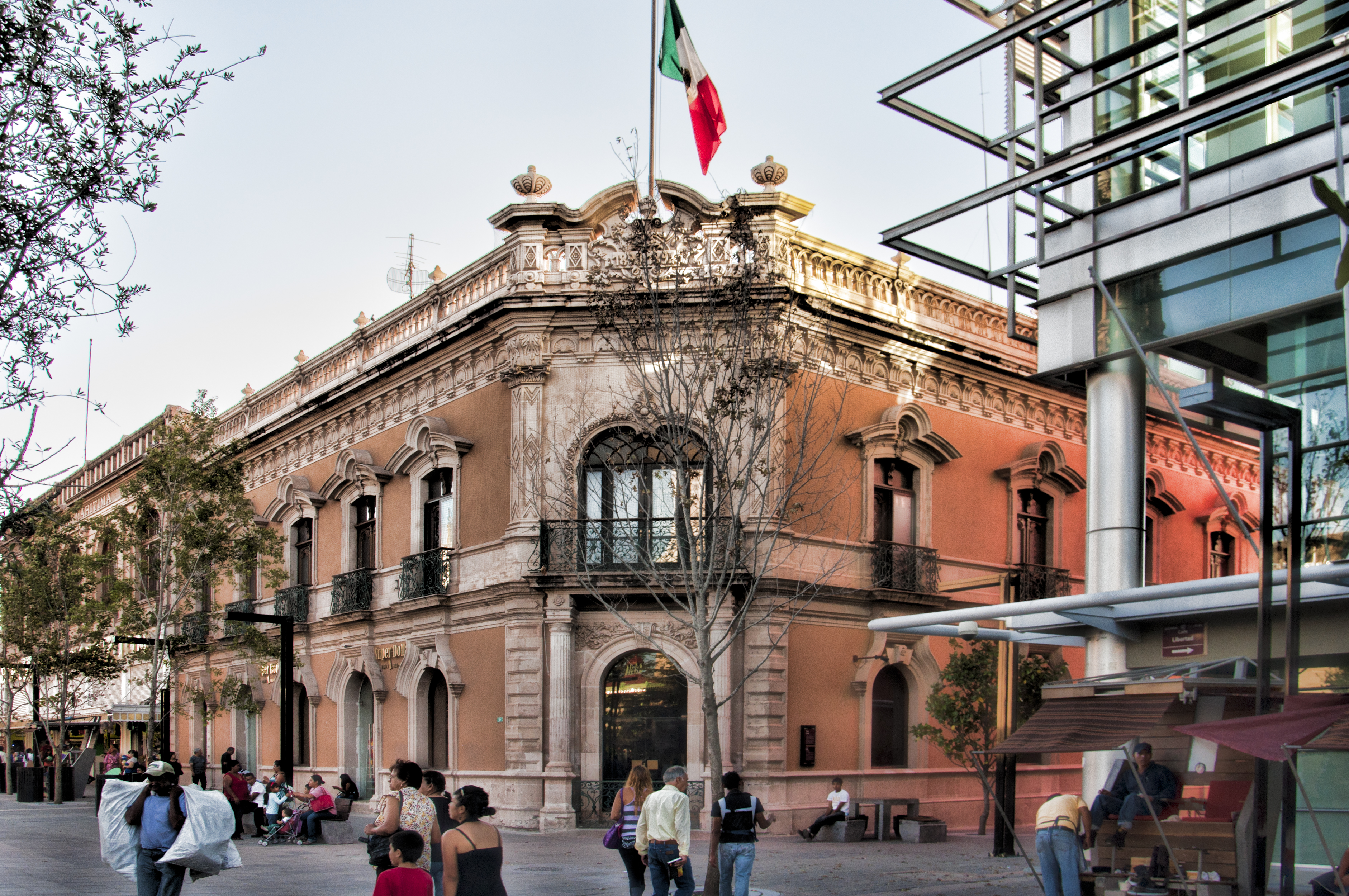
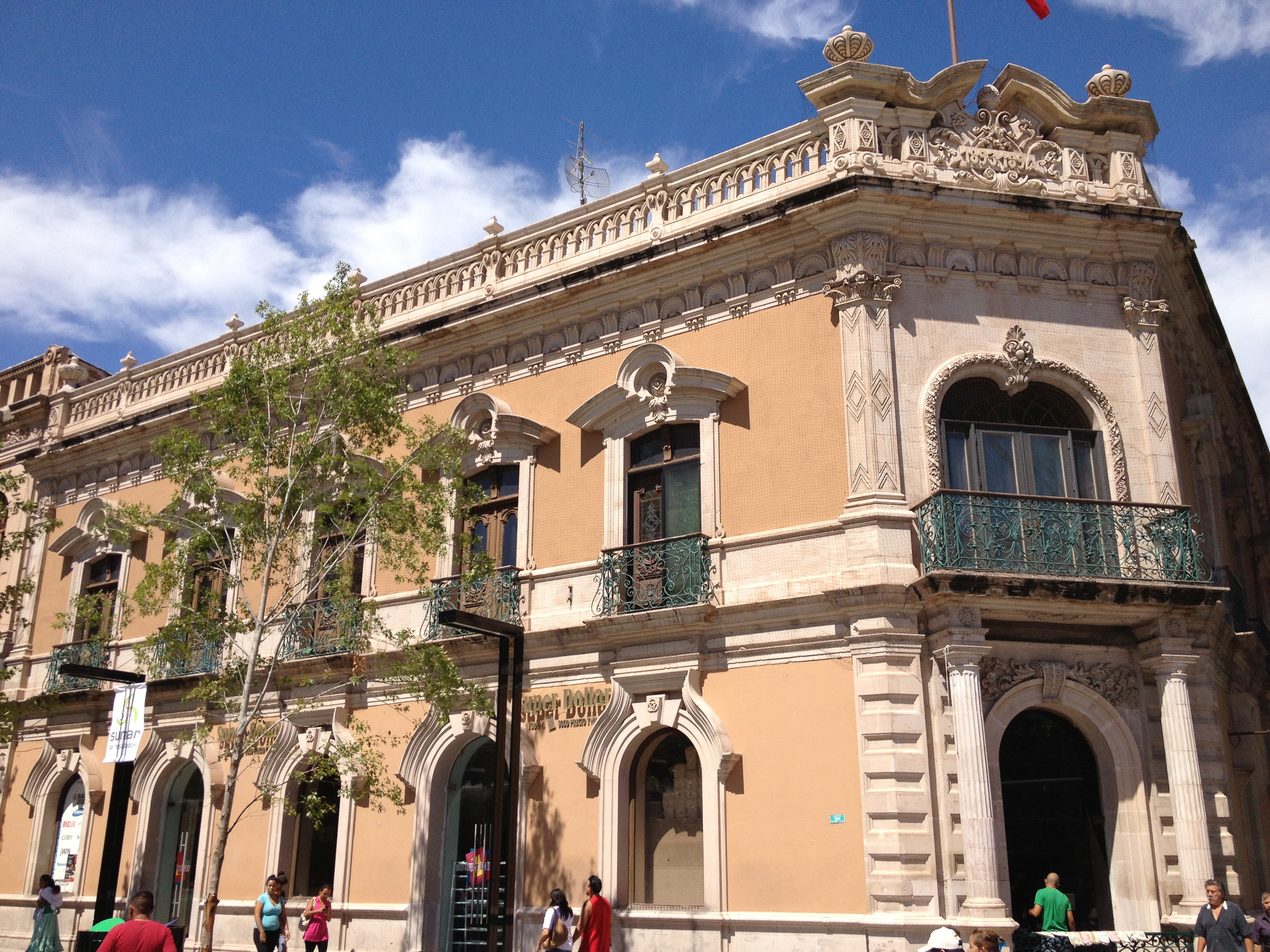
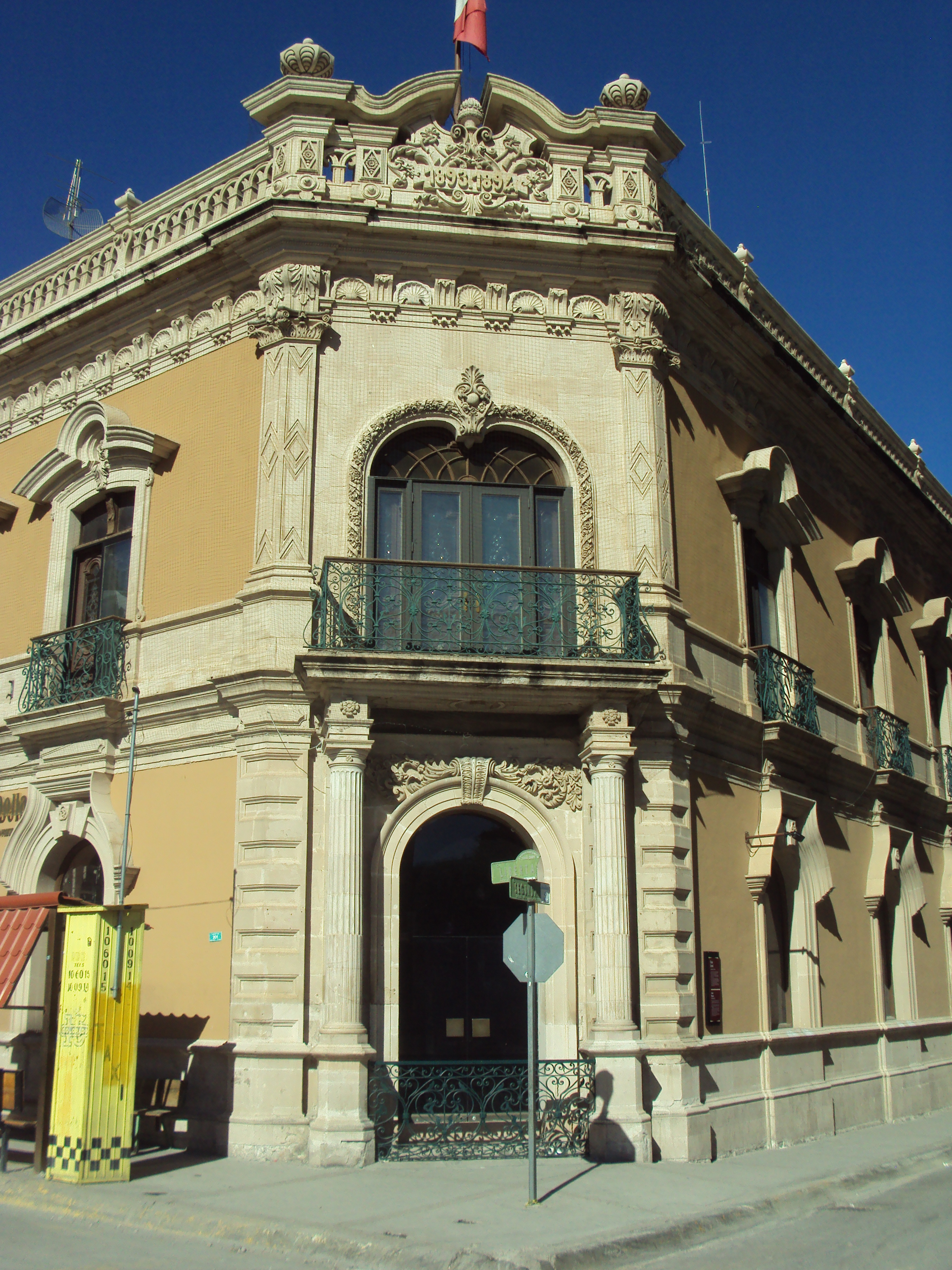